# Kedungrejo (Balerejo)
Kedungrejo is een bestuurslaag in het regentschap Madiun van de provincie Oost-Java, Indonesië. Kedungrejo telt 3054 inwoners (volkstelling 2010).